# Nguyễn Văn Thiệu
Nguyễn Văn Thiệu (Ninh Thuận, 5 de abril de 1923 – Newton, 29 de setembro de 2001) foi um político e militar sul-vietnamita, presidente do Vietnã do Sul entre 1965 e 1975, durante a Guerra do Vietnã e último presidente do país antes da unificação entre o Norte e o Sul.
Filho de um pequeno proprietário rural, como todo adolescente patriota dos anos 50 na Indochina, ele juntou-se ao Viet Minh liderado por Ho Chi Minh para lutar pela libertação do Vietnam da dominação colonialista francesa, abandonando entretanto o movimento alguns anos depois, quando a frente de libertação de Ho se voltou para a esfera de influência soviética e abraçou o comunismo.
Em 1949, aos 26 anos, completou o curso da escola militar em Hué, a capital imperial do país, e se graduou como segundo-tenente no primeiro curso de oficiais do recém-criado Exército Nacional do Vietnam. Seis anos depois, em 1955, quando a República do Vietnam foi fundada e recuperou sua soberania completa após a saída dos franceses do país, ele já era tenente-coronel do exército.

## Governo e Guerra
Entre 1965 e 1967, Thieu exerceu a função de presidente e chefe de estado do Vietnã do Sul no governo do primeiro-ministro e chefe de governo de fato Nguyen Cao Ky. Em 1967, com a nova legislação que transformava o Presidente da República em chefe executivo de governo, venceu as eleições com 38% dos votos e exerceu o cargo por oito anos até as semanas anteriores à queda de Saigon, capital do país, em abril de 1975.
O regime de Van Thieu foi acusado de ser muito mais corrupto que o de seu antecessor Cao Ky. Ao contrário deste, ele criou um partido e centralizou em si mesmo o poder político ao invés de dividi-lo com o Congresso. Aliados próximos foram colocados em cargos chaves dos poderes civil e militar, de maneira a impedir qualquer tentativa de ameaças à liderança presidencial inconteste na política do país.

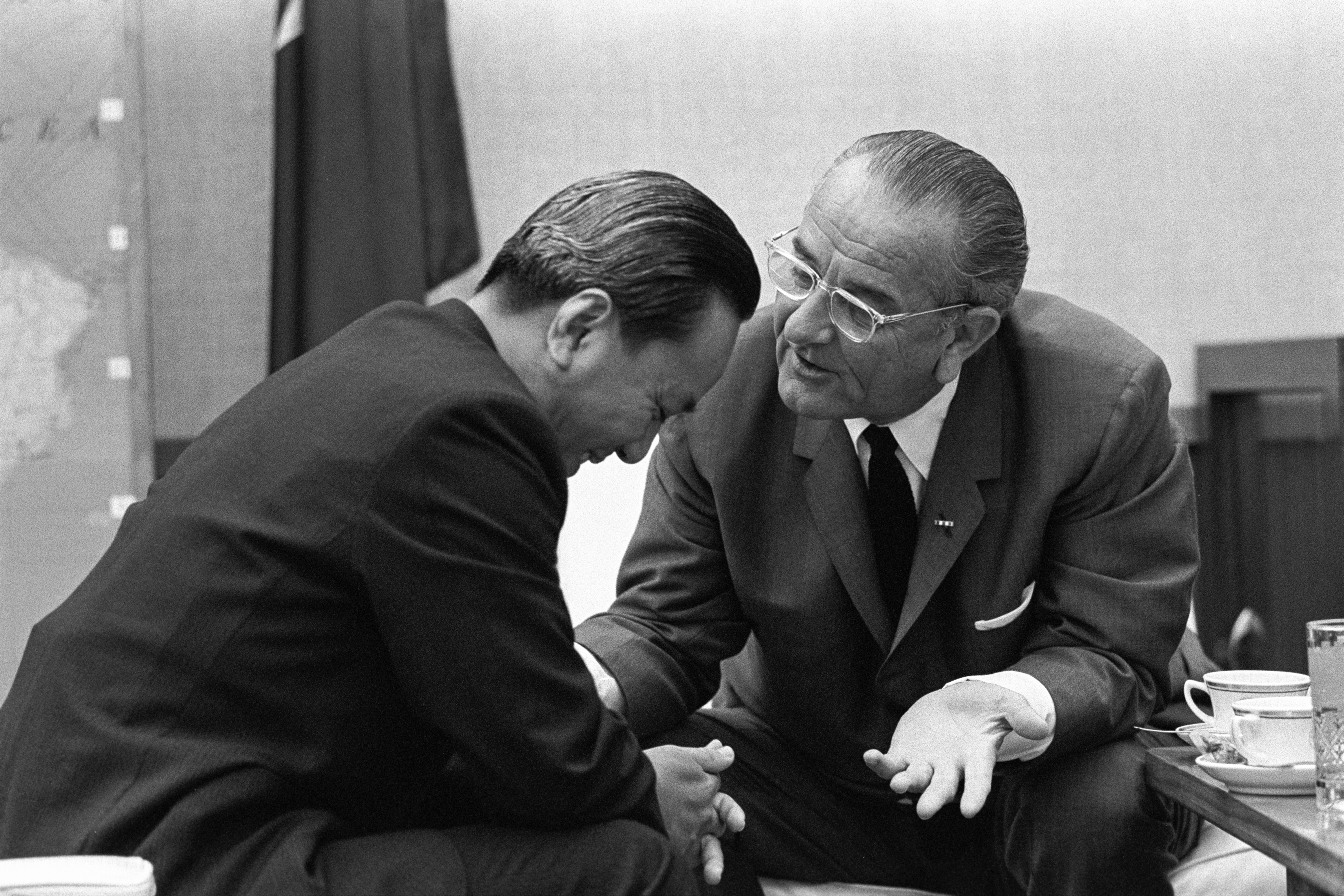
O Presidente Thieu e o presidente Lyndon Johnson em 1966.

Em janeiro de 1975, após a saída das tropas americanas acontecida dois anos antes, o Vietnã do Norte invadiu o Vietnã do Sul pela cidade de Da Nang. Van Thieu informou ao Presidente dos Estados Unidos, Gerald Ford, que os norte-vietnamitas estavam quebrando o acordo estabelecido nos Acordos de Paz de Paris de 1973 e solicitou um auxílio de 300 milhões de dólares para defesa, mas o Congresso americano não ratificou a liberação de fundos. Raivoso, ele declarou: “Os Estados Unidos não mantiveram sua promessa de nos ajudar a lutar pela liberdade, a mesma luta na qual este país perdeu 50 mil de seus jovens filhos no Vietnã.”
O Vietnã do Norte, liderado por Giap e Le Duan, chamou esta última e decisiva ofensiva da Guerra do Vietnam de “Campanha Ho-Chi-Minh”. Toda a resistência desmoronou sob o avanço das forças comunistas e as condições no exército do sul se deterioraram rapidamente. As últimas tropas organizadas tentaram defender a cidade de Xuan-loc, última chance de impedir a chegada dos atacantes a Saigon e, de acordo com estes, elas lutaram muito bem e corajosamente, mas mesmo assim não foi o suficiente para impedir a invasão. [carece de fontes]

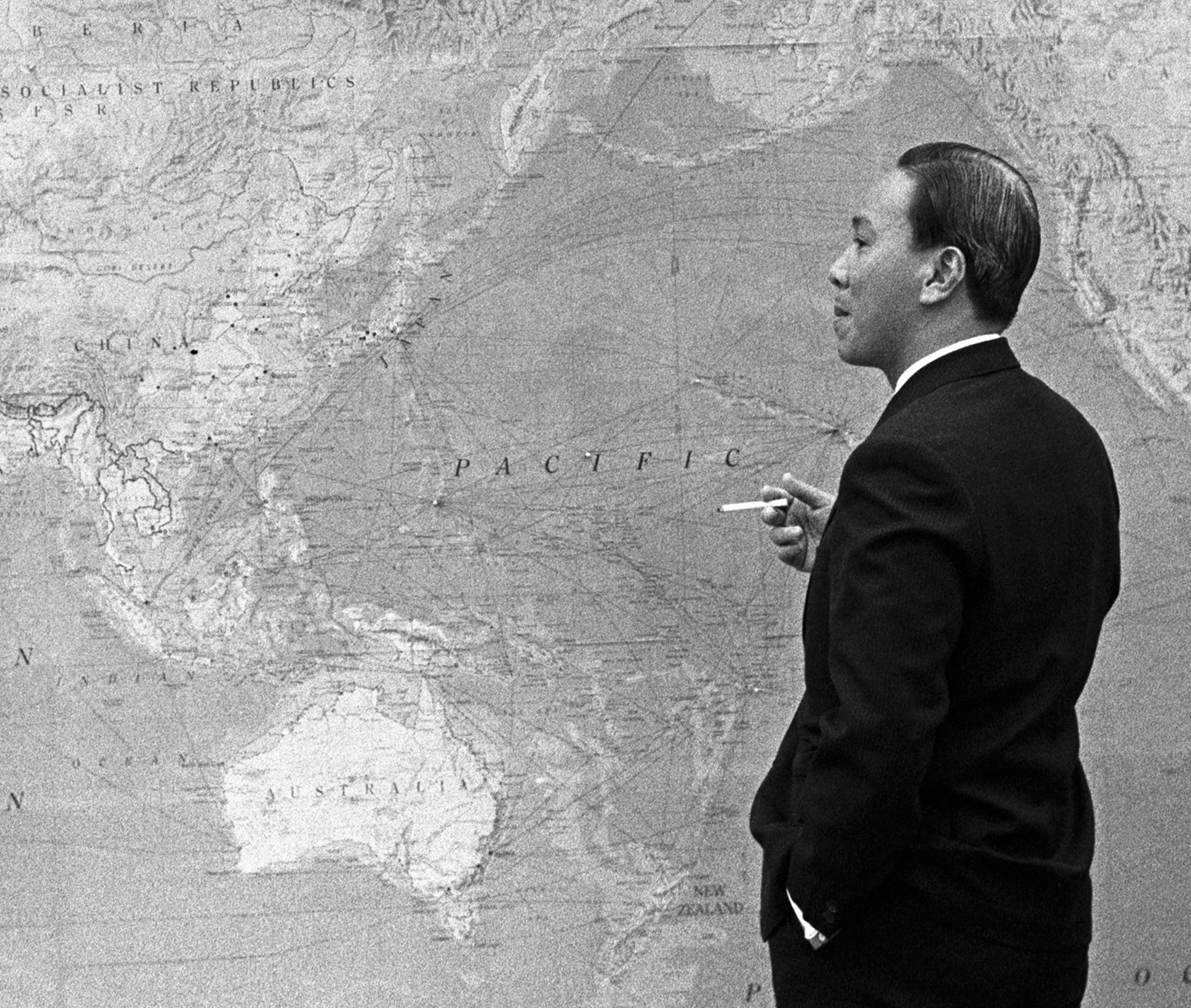
President Thiệu

Pouco antes da vitória comunista, o presidente  Nguyễn Văn Thiệu renunciou ao cargo passando o poder a seu vice-presidente e abandonou o país, indo para Taiwan, de onde assistiu à rendição total do Vietnam do Sul ao Vietnam do Norte em 30 de abril de 1975.
Após sua passagem por Taiwan, ele estabeleceu-se por algum tempo em Surrey, na Grã-bretanha até mudar-se definitivamente para os Estados Unidos, onde viveu no ostracismo na pequena cidade de Newton, em Massachussets, até sua morte em setembro de 2001, aos 78 anos de idade.